# Trioza laserpitii
Trioza laserpitii är en insektsart som beskrevs av Burckhardt och Lauterer 1982. Trioza laserpitii ingår i släktet Trioza och familjen spetsbladloppor. Arten är reproducerande i Sverige. Inga underarter finns listade i Catalogue of Life.